# Archytas araujoi
Archytas araujoi là một loài ruồi trong họ Tachinidae.